# Battaglia di Changsha (1942)
La Battaglia di Changsha (24 dicembre 1941 – 15 gennaio 1942) fu la prima grande offensiva dell'Impero Giapponese nella Repubblica di Cina dopo l'attacco giapponese agli alleati occidentali.
L'obiettivo originario dell'offensiva giapponese era quello di impedire ai cinesi di rafforzare le unità del Commonwealth Britannico impegnate ad Hong Kong.
Con la conquista di Hong Kong il 25 dicembre 1941, i nipponici decisero di proseguire l'offensiva avanzando verso Changsha con l'obiettivo di dare un colpo decisivo al governo cinese del Kuomintang.
L'offensiva fallì, a causa del contrattacco delle forze cinesi che accerchiarono le truppe giapponesi, infliggendo loro perdite tali da costringerle alla definitiva ritirata.
Le forze principali del generale giapponese Korechika Anami erano costituite da 27 battaglioni di fanteria e 10 battaglioni d'artiglieria.

## Conflitto
Il 27 dicembre del 1941, tre divisioni giapponesi (3º, 6º e 40º) si riunirono a Yueyang, per avanzare verso sud in tre colonne, attraversando i fiumi Xinqiang e Miluo in direzione di Changsha. L'operazione fallì a causa dell'efficiente strategia dei cinesi, che prepararono una grande buca profonda che circondava l'intera città e si organizzarono attorno al fiume Liuyang. A metà strada tra il fiume Miluo e Changsha, le forze giapponesi dovettero affrontare una feroce resistenza cinese che costrinse una delle colonne a deviare verso est e le altre ad avvicinarsi fra loro più di quanto fosse stato inizialmente previsto. Nel corso dell'avanzata verso sud, i giapponesi impegnarono con successo tre divisioni cinesi che a causa dello svantaggio numerico si ritirarono sulle montagne orientali.
La città di Changsha venne evacuata, lasciando sul campo solo l'esercito cinese e circa 160 civili che decisero di rimanere a difendere la città. La resistenza venne rafforzata da un numero significativo di mortai forniti dall'Inghilterra, da due batterie di cannoni da campo da 75 mm forniti dalla Francia e da diversi cannoni anticarro da 2 pdr. Di grande importanza furono anche otto nuovi carri armati M2A1 forniti dagli Stati Uniti. Questi veicoli si rivelarono essenziali per la difesa grazie ad una capacità di fuoco molto elevata.
Il 31 dicembre 1941 le truppe giapponesi attaccarono le difese sudorientali della città senza successo. Successivamente presero di mira la parte meridionale e poi le parti orientali delle difese. Contemporaneamente la parte settentrionale della città subì pesanti bombardamenti da parte dell'artiglieria giapponese. Alla fine i giapponesi riuscirono ad abbattere la prima linea di fuoco cinese ma fallirono nel tentativo di violare la seconda linea difensiva vicina al centro della città.
Il 1º gennaio 1942 la controffensiva cinese sorprese i giapponesi con un bombardamento con armi pesanti e infliggendo loro gravi danni. Contemporanemante, le unità dell'esercito cinese che si erano ritirate sulle montagne durante l'avanzata giapponese, attaccarono, con l'aiuto di guerriglieri locali, le linee di rifornimento giapponesi.
La linea giapponese cadde il 4 gennaio dello stesso anno. I sopravvissuti delle tre divisioni giapponesi furono assediati e richiesero l'aiuto della nona brigata indipendente giapponese stazionati a Yueyang. Tuttavia il 9 gennaio questa unità dovette affrontare pesanti combattimenti con i cinesi che le impedirono di soccorrere in tempo le altre tre divisioni giapponesi.
I giapponesi assediati tentarono di ritirarsi attraverso il fiume Liuyang, ma caddero in trappola e persero molti uomini durante la traversata. Il 15 gennaio i giapponesi riuscirono a raggiungere il fiume Xinqiang per completare la loro ritirata.

## Conseguenze
La terza Battaglia di Changsha ha rilevanza perché si verificò un mese dopo l'attacco di Pearl Harbor e quindi dell'entrata degli Stati Uniti in guerra contro il Giappone. La battaglia fu celebrata come l'unica rilevante vittoria alleata nel Teatro del sud-est asiatico della seconda guerra mondiale nel tardo 1941 e inizio 1942. Venne percepita dai cinesi come una fonte di speranza nella possibilità di cambiare le sorti della guerra contro il Giappone.
Ciò fece guadagnare al Generalissimo Chiang Kai-shek molto prestigio all'estero e legittimità in Cina. Non fu l'unico uomo ad acquisire fama: anche Xue Yue guadagnò molta fama in Cina per le sue vittorie militari e per le straordinarie capacità tattiche.